# Bauaufmaß
Das Bauaufmaß oder die Bauaufnahme ist die zeichnerische Erfassung eines bestehenden Bauwerkes oder eines Bauwerksteiles und ist eine Tätigkeit nicht nur des Bauforschers. Der Begriff bezeichnet sowohl die Tätigkeit des Bauaufmessens als auch deren Produkt, die Zeichnungen. Das Bauaufmaß ist eine der grundlegenden Aufgaben in der historischen Bauforschung und beim Umgang mit dem Gebäudebestand.
Zur Überplanung und/oder Untersuchung eines bestehenden Bauwerkes benötigen unter anderem der Architekt und der Bauherr ein Bauaufmaß. Handelt es sich bei dem bestehenden Bauwerk um ein Baudenkmal ist eine wesentlich weiter gehende Erfassung erforderlich. Die Zeichnungen sind während des Messvorganges porträtierend und ohne Zwischenskizzen zwingend zu erstellen. Dies gilt unabhängig davon, ob die Zeichnungen über eine händische Bleistiftkartierung oder durch digitales Konstruieren entstehen.
Die Darstellung erfolgt je nach Bedeutsamkeit, Komplexität und den projektierten Maßnahmen in einer der vier Genauigkeitsstufen. Diese sind in den Empfehlungen für Baudokumentationen des Landesdenkmalamtes Baden-Württemberg definiert.
| Genauigkeitsstufe | Inhalt | Maßstab          | Messgenauigkeit                       |
| ----------------- | --- | ---------------- | ------------------------------------- |
| I                 | Schematisches Aufmaß ohne hohe Anforderungen an die maßliche Genauigkeit und ohne Darstellung von Bauschäden/Verformungen; auch als ungefähr maßstäbliche Freihandzeichnung.          | 1:100            | ungefähre Maßstäblichkeit             |
| II                | Annähernd wirklichkeitsgetreues Aufmaß einschließlich richtig proportionierter Darstellung des konstruktiven Aufbaus sowie grober Verformungen.                                       | 1:50 oder 1:100  | ± 10 cm bezogen auf das Gesamtgebäude |
| III               | Verformungsgetreues Aufmaß einschließlich Erfassung von Bauschäden sowie Spuren früherer Bauzustände (z. B. vermauerte Öffnungen, Reste von Gewölbeansätzen etc.).                    | 1:50             | ± 2,5 cm                              |
| IV                | Verformungsgetreues Aufmaß mit detaillierter Darstellung einschließlich Erfassung kleinster Details (in der Regel für hochwertige Denkmalobjekte und wissenschaftliche Bauforschung). | 1:25 oder größer | ± 2 cm oder genauer, je nach Maßstab  |

Bei den Genauigkeitsstufen III und IV wird durch eine erhöhte Messgenauigkeit und Punktdichte eine verformungsgerechte bzw. verformungsgetreue Darstellung des Objektes erreicht. Das heißt, Schiefwinkligkeiten, krumme Bauteile und  Tragwerksverformungen werden zeichnerisch erfasst. Dabei kommen unterschiedliche Methoden zur Anwendung, die naturgemäß auch unterschiedliche Ausrüstung verlangen:
- Dreiecksmessung (heute selten)
- orthogonales Meßnetz
- tachymetrische Vermessung (Polaraufnahme)
- Einzelbildfotogrammetrie
- Stereofotogrammetrie
- Laserscanning

Zur verformungsgerechten Bauaufnahme wird zunächst ein vom Bauwerk unabhängiges Messnetz erstellt. Dazu wird mit Hilfe geodätischer Theodolite und Nivelliergeräte i. d. R. das tachymetrische Verfahren angewendet. Bei den meisten Bauvorhaben sind digitale Pläne üblich. Sowohl die händischen als auch die digitalen Aufnahmen erfolgen vor Ort. Naturgemäß geschieht dies in Form von Bleistiftkartierungen auf säurefreien Zeichenkarton oder auf verzugsfreie PP-Folie oder eben am Notebook. Das grundlegende Handicap der klassischen Handaufnahme besteht im Fehlen digitaler Arbeitsergebnisse. Durch hochwertige Scans mit mindestens 400 dpi können Pixeldaten im Dateiformat TIFF erzeugt werden. Für anschließende CAD-Bearbeitungen werden diese TIFFs auf einem Layer hinterlegt.
Das Bauaufmaß ist die Basis für die nachfolgenden Schritte der historischen Bauforschung. Diese Methodik ist Standard in der Denkmalpraxis Deutschlands, der Schweiz und anderer Länder.